# Chung kết Cúp Liên đoàn bóng đá Anh 2009
Chung kết cúp liên đoàn bóng đá Anh 2009 là trận chung kết của Cúp Liên đoàn bóng đá Anh 2008–2009, là trận chung kết lần thứ 49 của giải Football League Cup, một giải bóng đá bao gồm 92 thuộc Premier League vàFootball League. Trận chung kết được thi đấu trên Sân vận động Wembley  vào ngày 1 tháng 3 năm 2009, giữa hai đội Tottenham Hotspur, đương kim vô địch năm 2008 và Manchester United, nhà vô địch năm 2006. Hai cầu thủ ghi bàn hàng đầu ở giải đấu này cũng tham dự. Roman Pavlyuchenko của Tottenham Hotspur, và  Carlos Tevez Manchester United;cả hai đều ghi được 6 bàn thắng.
Manchester United thắng 4–1 trên chấm luân lưu sau thời gian thi đấu chính thức. United thành công với 4 bàn sau loạt sút luân lưu trong khi Tottenham bở lỡ hai trong 3 cú sút. Đây là lần thứ hai liên tiếp trận chung kết League Cup được kết thúc sau loạt sút luân lưu.

Cầu thủ xuất sắc nhất trận đấu là thủ môn Ben Foster của Manchester United, anh trở thành thủ môn đầu tiên sau Jerzy Dudek năm 2003 giành giải thưởng Alan Hardaker.

## Đường đến Wembley
| Manchester United                      | Manchester United                      | Vòng         | Tottenham Hotspur                      | Tottenham Hotspur                      |
| -------------------------------------- | -------------------------------------- | ------------ | -------------------------------------- | -------------------------------------- |
| Đối thủ                                | Kết quả                                | Vòng         | Đối thủ                                | Kết quả                                |
| Middlesbrough (H)                      | 3–1                                    | Vòng 3       | Newcastle United (A)                   | 2–1                                    |
| Queens Park Rangers (H)                | 1–0                                    | Vòng 4       | Liverpool (H)                          | 4–2                                    |
| Blackburn Rovers (H)                   | 5–3                                    | Vòng 5       | Watford (A)                            | 2–1                                    |
| Derby County                           | 0–1 (A)                                | Vòng bán kết | Burnley                                | 4–1 (H)                                |
| Derby County                           | 4–2 (H)                                | Vòng bán kết | Burnley                                | 2–3 (A)                                |
| Manchester United thắng 4–3 chung cuộc | Manchester United thắng 4–3 chung cuộc | Vòng bán kết | Tottenham Hotspur thắng 6–4 chung cuộc | Tottenham Hotspur thắng 6–4 chung cuộc |

## Trận đấu

### Lựa chọn đội hình
Sir Alex Ferguson đã hứa trước trận đấu sẽ sử dụng cầu thủ trẻ của Manchester United thi đấu trong trận chung kết, với Darron Gibson chơi ở vị trí trung tâm cònDanny Welbeck thi đấu cao nhất. ông ấy cũng cho biết sẽ xoay tua đội hình vì sau đó con gặp Internazionale tại Champions League vào đầu tuần sau, đây là xu hướng của bóng đá hiện đại. Thủ môn Ben Foster, anh thi đấu ở vòng 5 gặp Blackburn Rovers và trận bán kết lượt về gặp Derby County, anh ước nguyện được ra sân thi đấu trong trận chung kết sau 12 tháng chấn thương.
Huấn luyện viên của Tottenham Harry Redknapp chỉ định Heurelho Gomes là thủ môn bắt trận chung kết, cầu thủ Brazil hay gặp phải sai lầm. Thủ môn số mộtCarlo Cudicini ra sân cho Chelsea ở League Cup vào đầu mùa giải. Hậu vệ Jonathan Woodgate mở tỷ số trong trận chung kết năm 2008 đã bị chấn thương trong trận thắng 2-1 trước Hull City vào cuối tuần trước; anh sẳn sàng ra sân tuy nhiên sau đó bị loại khỏi đội hình. Tiền đạo Roman Pavlyuchenko sẽ bị loại bỏ khỏi đội hình ra sân nếu ông Redknapp sử dụng  Darren Bent là tiền đạo duy nhất; cuối cùng, Pavlyuchenko và Bent đều tham dự.

### Diễn biến chính
| Manchester United                  | 0–0 (s.h.p.) | Tottenham Hotspur          |
| ---------------------------------- | ------------ | -------------------------- |
|                                    | Report       |                            |
| Loạt sút luân lưu                  |              |                            |
| Giggs · Tevez · Ronaldo · Anderson | 4–1          | O'Hara · Ćorluka · Bentley |

| Manchester United | Tottenham Hotspur |

| GK                | 12 | Ben Foster        |      |     |
| RB                | 22 | John O'Shea       | 57'  | 76' |
| CB                | 5  | Rio Ferdinand (c) |      |     |
| CB                | 23 | Jonny Evans       |      |     |
| LB                | 3  | Patrice Evra      |      |     |
| RM                | 7  | Cristiano Ronaldo | 67'  |     |
| CM                | 28 | Darron Gibson     |      | 91' |
| CM                | 18 | Paul Scholes      | 108' |     |
| LM                | 17 | Nani              |      |     |
| CF                | 19 | Danny Welbeck     |      | 56' |
| CF                | 32 | Carlos Tevez      |      |     |
| Dự bị:            |    |                   |      |     |
| GK                | 29 | Tomasz Kuszczak   |      |     |
| DF                | 15 | Nemanja Vidić     |      | 76' |
| DF                | 42 | Richard Eckersley |      |     |
| MF                | 8  | Anderson          |      | 56' |
| MF                | 11 | Ryan Giggs        |      | 91' |
| MF                | 13 | Park Ji-Sung      |      |     |
| MF                | 34 | Rodrigo Possebon  |      |     |
| Huấn luyện viên:  |    |                   |      |     |
| Sir Alex Ferguson |    |                   |      |     |

| GK               | 1  | Heurelho Gomes      |  |      |
| RB               | 22 | Vedran Ćorluka      |  |      |
| CB               | 20 | Michael Dawson      |  |      |
| CB               | 26 | Ledley King (c)     |  |      |
| LB               | 32 | Benoît Assou-Ekotto |  |      |
| RM               | 7  | Aaron Lennon        |  | 102' |
| CM               | 8  | Jermaine Jenas      |  | 98'  |
| CM               | 4  | Didier Zokora       |  |      |
| LM               | 14 | Luka Modrić         |  |      |
| CF               | 10 | Darren Bent         |  |      |
| CF               | 9  | Roman Pavlyuchenko  |  | 65'  |
| Dự bị:           |    |                     |  |      |
| GK               | 27 | Ben Alnwick         |  |      |
| DF               | 3  | Gareth Bale         |  | 98'  |
| DF               | 16 | Chris Gunter        |  |      |
| MF               | 5  | David Bentley       |  | 102' |
| MF               | 6  | Tom Huddlestone     |  |      |
| MF               | 19 | Adel Taarabt        |  |      |
| MF               | 24 | Jamie O'Hara        |  | 65'  |
| Huấn luyện viên: |    |                     |  |      |
| Harry Redknapp   |    |                     |  |      |

| Điều khiển trận đấu - Trợ lý trọng tài: - Peter Kirkup (Northamptonshire) - Andy Butler (Lancashire) - Trọng tài thứ 4: Andre Marriner (West Midlands) - Dự bị Trợ lý trọng tài: Robert Pollock (Merseyside) Cầu thủ xuất sắc nhất trận đấu - Ben Foster (Manchester United) | Điều lệ trận đấu - 90 phút. - 30 phút hiệp phụ nếu kết quả hòa. - Sút luân lưu 11m nếu hòa sau hiệp phụ. - 7 cầu thủ dự bị. - Tối đa là 3 thay thế |

### Thống kê
| Thống kê       | Manchester United | Tottenham Hotspur |
| -------------- | ----------------- | ----------------- |
| Tổng cú sút    | 23                | 12                |
| Sút trúng đích | 10                | 7                 |
| Kiểm soát bóng | 53%               | 47%               |
| Đá phạt góc    | 9                 | 4                 |
| Phạm lỗi       | 12                | 16                |
| Việt vị        | 2                 | 2                 |
| Thẻ vàng       | 3                 | 0                 |
| Thẻ đỏ         | 0                 | 0                 |

Nguồn: ESPN